# 欧麦尔清真寺
欧麦尔清真寺是位于沙特阿拉伯北部杜马特詹达尔的一座历史悠久的清真寺，毗邻马里德城堡。它是阿拉伯半岛北部最古老的清真寺之一，被视为焦夫省乃至沙特阿拉伯的重要古迹。
清真寺的建筑延续了最早期清真寺设计样式，特别是麦地那先知清真寺早期的设计。它的形状近乎矩形，由石成，座西朝东，进深32.5m，面阔18m。清真寺由朝拜走廊、米哈拉布、礼拜堂、庭院和祈祷区组成。最后面是冬季严寒时祈祷的圣地。19世纪的旅行家Wallin曾说道：“第一沙特王国的王子们在原地点重建了清真寺”，并在公元 1883年访问该地区时谈到了它的尖塔：“这是杜马特詹达尔清真寺唯一保存下来的尖塔。”它覆盖着棕榈树的茎。据说该寺最早是欧麦尔一世下令建造的，之后又经历了一系列扩建和翻新。